# ريتشارد ديفوس
ريتشارد ديفوس (بالإنجليزية: Richard DeVos)‏‏ (4 مارس 1926 - 6 سبتمبر 2018) هو رجل أعمال ملياردير أمريكي، وهو مُؤسس مُشارك لأمواي مع جاي فان أنديل، ويمتلك فريق أورلاندو ماجيك لكرة السلة. في عام 2012، صنفته مجلة فوربس على أنه من ضمن أغنى 60 شخصًا في الولايات المتحدة، ويُعتبر رقم 205 في الغنى حول العالم، حيث تقدر قيمة ثروته الصافية حوالي 5.1 مليار دولار.